# Detroit (videojuego)
Detroit es un juego por turnos de simulación empresarial que pone al jugador a cargo de una compañía de automóviles que empieza en 1908 (el año en que el Ford Modelo T fue introducido). El jugador es responsable de la financiación, investigación y desarrollo, diseño, testaje, producción, y comercialización de los coches. El objetivo del juego es ser la empresa más rentable en el negocio del automóvil en el mundo después de 100 años.
El nombre del juego se debe a la ciudad estadounidense de Detroit, que se apoda "Motor City", debido a la concentración de fabricantes de automóviles estadounidenses en la ciudad durante el siglo XX.

## Jugabilidad (gameplay)
El jugador comienza con una fábrica y un número de distribuidores. El jugador es puesto siempre contra tres competidores, los cuales pueden ser otros jugadores o controlados por la máquina. El juego tiende a seguir los pasos comunes en el ciclo de vida de un proyecto lo que implica la planificación de un producto, desarrollo del producto, prueba del producto y su lanzamiento al público. Se espera que el jugador siga este proceso siempre que quiera desarrollar un automóvil nuevo.
Cada turno es un mes, y el juego dura aproximadamente 100 años. Al inicio de cada mes, el jugador recibe un informe financiero mostrando el negocio del mes anterior. En este momento los diarios también anuncian si los coches están haciendo bien o si hay acontecimientos mundiales especiales. Acontecimientos mundiales con mucho efecto en el juego son: Primera Guerra Mundial, La Gran Depresión, Segunda Guerra Mundial, y la crisis energética de los 70. La mayoría de estos acontecimientos afectan negativamente a la demanda de todos los coches, con la excepción de la crisis de la energía qué se enfoca en vehículos de bajo kilometraje.
Si en algún momento el jugador está en quiebra durante el tiempo suficiente, el juego termina con una escena del avatar del jugador saltando por una ventana.
Los diferentes aspectos del negocio están cubiertos por diferentes edificios de la fábrica (que es en realidad una representación pictórica del menú principal). Al hacer clic en uno de estos edificios se abrirán los siguientes departamentos:

### La oficina del director
La oficina del director actúa como interfaz del jugador para las cifras finales del negocio. Disponible desde aquí los datos financieros respecto de modelos automovilísticos, números de producción de la fábrica, información de la competencia, revisiones automovilísticas, y más. El jugador puede dirigir la cantidad de empleados en las fábricas, contratar y despedir empleados nuevos para fábricas, dirigir salarios (especialmente importantes para mantener a los trabajadores en huelga), e informes de comisión para descubrir más sobre sus automóviles.
Una característica única disponible en la oficina del director es la capacidad de imprimir más informes en la impresora del ordenador.

### Investigación y desarrollo
La pantalla de investigación y desarrollo permite al jugador invertir a sus investigadores en campos de desarrollo. Esta gama de campos se exiente desde cambios estéticos (como la forma de la carrocería) hasta más técnicos como unos motores nuevos, suspensión, frenos, seguridad y características de lujo. Las referencias del juego parten de muchas características de automóviles del mundo real en los campos de desarrollo, como "frenos de tambor", "limpiaparabrisas", y más.

### Diseño y testaje
Una de las partes del núcleo del juego es la capacidad de diseñar vehículos nuevos. Diseñar la carrocería implica escoger qué tipo de automóvil (coche, camión, etc.) y luego tres secciones principales del coche: la parte delantera, media y trasera. El color también puede ser especificado pero no tiene un impacto discernible en las ventas o reseñas del coche.
Cuando el equipo de investigación y desarrollo del jugador desarrolla características más avanzadas para el coche, estas pasan a estar disponibles en la pantalla de diseño. Aun así, todas las partes tienen un coste asociado y elevan el coste del vehículo. También afectan a los resultados de prueba del coche. Con el tiempo, el público reclamará estilos diferentes de coche. Por ejemplo, en la crisis energética, los consumidores reclamarán coches más eficaces en consumo de combustible. En última instancia, puede ser un juego de ensayo y error para encontrar un vehículo que al público le guste.
Durante la fase de pruebas el coche se pone a prueba y luego se da una clasificación para el manejo en una curva cerrada, frenado, aceleración, capacidad (carga y pasajeros), ahorro de combustible, y seguridad. Generalmente, a mayor rendimiento del coche, es más probable su éxito, especialmente si se ajusta a las demandas de la época o sobresale frente a la competencia.

### Fabricación y ventas
La pantalla de fabricación y ventas permite al jugador dirigir la producción y distribución de vehículos. Un mapa mundial de territorios es mostrado, por el cual el jugador puede picar en los territorios individuales para mostrar las fábricas y concesionarios del territorio. Aquí uno puede abrir o cerrar nuevas fábricas y concesionarios o mejorar el nivel de las fábricas para que sean más productivas. Rutas de abastecimiento entre fábricas y concesionarios también se establecen y priorizan en esta pantalla. El precio de los vehículos en cada territorio también se puede poner aquí.

### Marketing
Aquí el jugador puede invertir fondos a publicidad de vehículos a través de varias formas de medios de comunicación. Algunos serán más eficaces que otros dependiendo en qué año está el jugador en el juego. Ejemplos de medios de comunicación donde se puede anunciar incluyen carteleras, diarios, revistas femeninas, radio y televisión.

## Errores y limitaciones
- El juego se entrega con un error donde a veces los trabajadores desaparecen de las líneas de producción y de desarrollo. El parche que remedia el fallo introduce un problema por el cual a veces las líneas ganarían esos trabajadores inexplicablemente, ahogando al jugador en los gastos generales.
- Todas las líneas de producción (y desarrollo) están limitadas a 255 trabajadores cada una. Las fábricas están limitadas a seis líneas cada una.
- Muchas veces la demanda puede disminuir inexplicablemente o cesar por completo para un vehículo, incluso si tiene un precio competitivo y las críticas son buenas.